# Marino Ortolani
Marino Ortolani (* 25. Juli 1904 in Altedo bei Bologna; † 1983) war ein italienischer Kinderarzt und Orthopäde.
Er entwickelte eine klinische Untersuchungsmethode zur Erkennung einer angeborenen Hüftdysplasie, die nach ihm noch heute Ortolani-Test genannt wird. Ein weiterer Schwerpunkt von Ortolanis Arbeit war die Beta-Thalassämie. 1955 begann er ein Vorsorgeprogramm, das auf Reihenuntersuchungen und genetischer Beratung basiert. Dadurch konnte die Region Ferrara als erste weltweit das Ziel einer hundertprozentigen Verhinderung der Beta-Thalassämie erreichen.  Als ärztlicher Leiter der Kinderklinik in Ferrara setzte er sich in den 1950er Jahren nicht nur die Mitaufnahme der Mütter seiner kleinen Patienten im Krankenhaus ein. Darüber hinaus ermöglichte er, dass die kranken Kinder, die oft sehr lange Zeit im Krankenhaus verbringen mussten, auch von Lehrern auf der Station unterrichtet wurden, damit der Schulausfall kompensiert werden konnte.